# 两岸对等
两岸对等是1990年代以来，在臺灣的中華民國政府、以及臺灣民眾，面對海峽兩岸關係時定位中華民國（臺灣）与中华人民共和国（中國大陸）关系的政治原则:344和诉求:1:1。此原則的目的，在於臺灣方面企圖突破海峽兩岸在政治上的零和競爭。

## 概述
1980年代後期，两岸交流逐步恢復，三不政策走向瓦解。李登輝政府時期，两岸政府间开始接触。自李登輝执政起:1，经过政党轮换，中華民國政府仍以“和平对等”定位海峡两岸关系。担任过馬英九政府時期國家安全會議秘書長的蘇起曾撰文，「大致說來，有兩個大原則貫穿當時國民黨[李登輝政府]處理兩岸關係的思維，那就是『民主』與『對等』。『民主』表示必須對民意負責；『對等』表示兩岸必須平起平坐、平等相待。」1993年的辜汪會談中，执行这一原则“大大提升了當時台灣的國際地位與形象”，而辜汪會談的签字仪式「絕對是國民黨領導的台灣，追求與共產黨統治的大陸『對等』最極致的一幕。」而李登辉政府强调的两岸对等，即是两岸政府做为政治实体的地位对等。在两方接触过程中，追求各种实质或形式上的对等:173。
由于“两岸对等”的诉求触及中华人民共和国政府在臺灣問題上的主权定义，故有中华民国作者指出中华人民共和国政府从未正面回应“两岸对等”，而以“平等协商”一词替代，以避免“双重主权”:344。中国共产党和中华人民共和国政府或持负面态度，如中共中央台湾工作办公室在2003年曾发文称，从李登輝政府到陳水扁政府都以“所谓对等、安全、尊严为借口，拖延和阻止三通”。中华人民共和国学界对中华民国政府和民众的“两岸对等”的诉求，或支持或反对。有学者指出由于“一国两制”台湾方案与中华民国方面主张的“两岸对等”相距甚远，不能保证中华民国（台湾）与中华人民共和国的对等地位，使中国统一受阻，可以邦联制解决问题:1—2。有学者将蔡英文“和平、对等、民主、对话”八字方针，理解为“要求大陆在承认台湾的‘对等地位’[……]与台湾“和平对话”，其实质就是‘和平台独’”:11。
蔡英文政府时期，对两岸的主权定义由馬政府時代的“互不承認主權、互不否認治權”转为“中華民國臺灣”。在此背景下，两岸对等或引申至两岸主权对等。2022年3月，大陸委員會主任委員邱太三表態，兩岸應互相承認主權，引起两岸关注。立法委员邱志偉指出“既然兩岸各自宣稱代表中華民國、中華人民共和國，兩岸若要對等，就是國與國間的關係，這是基於歷史事實、也符合現實。”9月8日，邱太三在國際研討會開幕致詞时強調，兩岸關係本質是和平對等、主權和民主不容侵犯。
賴清德政府上台後，大陸委員會又多次提到要展開具有对等尊严的互动交流。中共中央台辦發言人表示賴清德當局的「對等尊嚴」如果等同於兩國論，中國大陸不會在違背一個中國的原則下與台灣方面對話。